# Osobampo
Osobampo är en ort i Mexiko.   Den ligger i kommunen Álamos och delstaten Sonora, i den nordvästra delen av landet, 1 300 km nordväst om huvudstaden Mexico City. Osobampo ligger 149 meter över havet och antalet invånare är 292.
Terrängen runt Osobampo är kuperad österut, men västerut är den platt. Runt Osobampo är det mycket glesbefolkat, med 7 invånare per kvadratkilometer. Närmaste större samhälle är El Mocúzarit, 8,0 km nordost om Osobampo. I omgivningarna runt Osobampo växer huvudsakligen savannskog.